# Rafael Pascual
 Rafael Pascual Cortés  (Madrid, 16 de março de 1970) é  umex-voleibolista indoor espanhol que foi medalha de prata no Campeonato Europeu de Voleibol Masculino da Rússia em 2007, considerado entre os melhores jogadores do mundo e da história do voleibol espanhol.

## Carreira
O atleta ficou internacionalmente conhecido como Rafael Pascual, figurando entre as autênticas estrelas  do voleibol mundial e destaque nas ligas mais importantes do cenário do vôlei, como Itália, Japão, Porto Rico, entre outros.Iniciou sua carreira na equipe Salesianos de Atocha com onze anos em Barcelona, onde permaneceu por duas temporadas e  jogou na Superliga Espanhola, na série máxima do voleibol espanhol. respectivamente 1988-89 e 1989-90.Em1988 é convocado pela primeira vez para Seleção Espanhola de Voleibol Masculino. Se transferiu para  jogar em Granada, depois Gran Canaria e em seguida Almería, defendendo equipes destas cidades  por um ano cada, em todas disputou Superliga.
No ano de 1991 é convocado para Seleção Espanhola de Voleibol Masculino para dispuitar o Jogos do Mediterrâneo de 1991 na Grécia conquistando a medalha de bronze; no ano seguinte ainda pela seleção disputou os Jogos Olímpicos de Verão de 1992 por ser do país sede, conseguiu a oitava posição com a equipe.No ano seguinte também pela seleção  disputa o Campeonato Europeu de Voleibol Masculino de 1993 obtendo a décima primeira posição. Ainda pelo selecionado espanhol disputou os Jogos do Mediterrâneo de 1993 na França, conquistando a medalha de prata após derrota para os donos da casa.
Após atuar em seu país, segue para o voleibol italiano na temporada 1993-94 onde disputou  a série A2  pelo clube Banca Di Sassari - F.O.S Sant'Antioco, contribuindo para o acesso a série A1 desta equipe de Sardenha e permanece para temporada 1994-95.
Na seleção de seu país recebe nova convocação e disputa sua primeira edição e primeira participação do país na história da Liga Mundial de Voleibol de 1995, com seus 355 cm de alcance no ataque e  329 cm no bloqueio conduziu sua equipe ao sétimo lugar.
Ainda com passagem pelo voleibol italiano, transfere-se para Alpitour Traco para competir na temporada 1995-1996 da série A1,atuando ao lado da de nomes consagrados do voleibol italiano: Papi, Ferdinando de Giorgi, Andrea Lucchetta e Claudio Galli.
Atuando novamente pela seleção espanhola disputa a segunda edição Liga Mundial de Voleibol de 1996 terminando apenas na décima posição. Na edição seguinte  da Liga Mundial de Voleibol de 1997 melhora o resultado anterior terminando na sétima posição. Em 1998 foi convocado pela Seleção Espanhola de Voleibol Masculino para disputar  a Liga Mundial de Voleibol de 1998 com melhor desempenho das edições anteriores, terminou na quinta posição e também disputou o Campeonato Mundial de Voleibol Masculino de 1998 conduzindo a equipe ao honroso oitavo lugar, sendo eleito o melhor jogador da competição e foi o maior pontuador.
Na edição da Liga Mundial de Voleibol de 1999 repete o feito anterior, encerrando na quinta posição com a seleção e também esteve na equipe que disputou a Copa do Mundo de Voleibol Masculino de 1999 obtendo ótimo resultado terminando na sexta posição, sendo o maior pontuador.
Colecionador de vários troféus,  possui em seu currículo : Copa da Itália, a Supercopa da Itália, a Supercopa Europeia. Permaneceu por mais uma temporada peloCuneo venceu a Taça Defasfio de Voleibol Masculino e uma Supercopa da Europa, um ano após a réplica  Copa das Copas  na temporada de  1998-99 ganhou  a Copa da Itália e  a Supercopa da Itália diante da equipe do Sisley Treviso, composto por amostras de alto nível, tais como Gravina, Bernardi , Papi e Pippi, conquistando o título  da liga italiana.
No ano de 2000 atuou novamente pela seleção espanhola competindo na Liga Mundial de Voleibol de 2000 obtendo apenas a décima primeira colocação e disputou também  os Jogos Olímpicos de Verão de 2000 terminando na nona posição. O atacante espanhol  transfere-se para o voleibol japonês na temporada 1999-00 jogando pela Panasonic Panthers de Osaka disputando a V.Premier League e  no ano seguinte, desembarca na França para defender as cores do Stade Poitevin Volley-Ball de Poitiers, na região de Poitou-Charentes conquistando a Copa da França na jornada  2001-02 na série A1 e retorna para o voleibol italiano novamente pela equipe Icom Latina. e terminando na décima primeira posição.
Novamente disputou pela seleção espanhola na Liga Mundial de Voleibol de 2001 terminou empatados com outros países na nona posição. Na edição de 2002 da liga mundial  a seleção espanhola com sua contribuição obteve o quinto lugar empatados com a seleção polonesa.Pela seleção neste mesmo ano disputou o Campeonato Mundial de Voleibol Masculino de 2002 e não fizeram uma boa campanha, terminando empatados com outras seleções na décima terceira posição.
No ano de 2002 atuou pelo clube Los Playeros paralelamente ao voleibol italiano, onde  atuou  na primeira divisão italiana por mais dois anos, jogando  pelo Pet Company Perugia temporada 2002-03 da série A1, quando encerrou na  nona colocação do campeonato.
No ano de 2003  pela seleção espanhola disputou a liga mundial e repetiu o quinto lugar e no ano seguinte terminou apenas na sétima posição empatados com outras seleções; sendo que ao disputar pela seu país  o Campeonato Europeu de Voleibol Masculino da Alemanha, terminou na oitava colocação. No clube Thelephonica Gioia del Colle disputou na série A1 na temporada 2003-04, apenas atingindo a  décima segunda posição da competição.

Em paralelo a temporada 2004-05  retorna  à sua terra natal, a Espanha, jogando no Club Voleibol Pòrtol de Palma de Mallorca, que disputou a Superliga, em seguida retornou   e na temporada seguinte voltou à Itália, Thelephonica Gioia del Colle e com esta equipe termina na última posição da série A2.Nesta mesma temporada de forma relâmpago atuou pelo Dínamo de Moscou  em algumas partidas da Copa Europeia e por falha na transação retorna ao vôlei italiano.
Em 2005 disputou pela seleção espanhola o Campeonato Europeu de Voleibol Masculino em Belgrado, obtendo o quarto lugar da competição. Recebeu convite do voleibol grego e na  temporada  2005-06 defendeu a equipe do Panathinaikos de Atenas, e no ano seguinte retorna ao voleibol portoriquenho pela equipe Los Playeros. Após esta participação retorna  à primeira divisão italiana (série A1) na temporada 2005-06,  da equipa de Tonno Callipo Vibo Valentiacom sede em Vibo Valentiana Calabria se classificando em décimo lugar, sendo eliminada nas quartas-de-final.
Na temporada 2006-07 disputou a séri A2 pelo Materdomini Volley.it Castellana Grotte terminando na sexta posição e na mesma temporada esta equipe foi eliminada na semifinal. Pelo mesmo clube e na mesma divisão jogou a temporada 2007-08 e terminou no décimo primeiro lugar  e foi também eliminado na semifinal da Copa da Itália..A temporada seguinte foi contratado para atuar no voleibol búlgaro, onde atuou pela equipe CSKA de Sofia.
O ano de  2007 marcou seu retornou a Seleção Espanhola de Voleibol Masculino, onde conquistou o resultado mais expressivo na modalidade para seu país , a medalha de ouro, no Campeonato Europeu de Voleibol Masculino de 2007 e também disputou a Copa do Mundo de Voleibol Masculino terminando na quinta posição. Na temporada 2009-10  retornou ao voleibol Frances e  defendeu a equipe AS Orange Nassau.
Ele é casado e tem três filhos. Em 2012 Fez parte do comitê que se prepara para divulgar a candidatura das cidades Sevilla y Jaca para Olimpíada de Madrid de 2020,sendo coordenador.

## Clubes
| Clube                                   | País       | De   | Até  |
| Salesianos de Atocha                    | Espanha    | 1985 | 1988 |
| ACD Bomberos de Barcelona               | Espanha    | 1988 | 1991 |
| CV Gran Canaria                         | Espanha    | 1991 | 1992 |
| Unicaja Almería                         | Espanha    | 1992 | 1993 |
| Banca Di Sassari - F.O.S S.Antioco      | Itália     | 1993 | 1994 |
| Unicaja Almería                         | Espanha    | 1994 | 1995 |
| Banca Di Sassari - F.O.S S.Antioco      | Itália     | 1994 | 1995 |
| Alpitour Traco Cuneo                    | Itália     | 1995 | 1998 |
| TNT Alpitour Cuneo                      | Itália     | 1998 | 2000 |
| Panasonic Panthers                      | Japão      | 2000 | 2001 |
| Poitiers                                | França     | 2001 | 2002 |
| Icom Latina                             | Itália     | 2001 | 2002 |
| Los Playeros                            | Porto Rico | 2002 | 2002 |
| Pet Company Perugia                     | Itália     | 2002 | 2003 |
| Thelephonica Gioia del Colle            | Itália     | 2003 | 2004 |
| Son Amar Palma                          | Espanha    | 2004 | 2005 |
| Teleunit Gioia del Colle                | Itália     | 2004 | 2005 |
| Panathinaikos Atenas                    | Grécia     | 2005 | 2006 |
| Patriotas de Lares                      | Porto Rico | 2006 | 2006 |
| Tonno Callipo Vibo Valentia             | Itália     | 2006 | 2006 |
| Materdomini Volley.it Castellana Grotte | Itália     | 2006 | 2008 |
| CSKA Sófia                              | Bulgária   | 2008 | 2009 |
| Orange Nassau                           | França     | 2010 | 2011 |

.

## Títulos e resultados
- 2001-02- Copa da França[21]
- 1999-Campeão  da Copa da Itália A1[21]
- 1999-Campeão da Supercopa[21]
- 1998- Campeão  da Recopa[21]
- 1997-98-Vice-campeão do Campeonato Italiano de Voleibol Masculino[21]
- 1997- Campeão  da Recopa[21]
- 1997-Campeão da Supercopa Europeia[21]
- 1995-96-Campeão  da Copa da Itália A1[21]
- 1996- Campeão da Supercopa Europeia[21]
- 1996- Campeão da Supercopa[21]
- 1996-Campeão da Supercopa Europeia[21]
- 1995-96- Campeão da Copa do Rei da Espanha[18]
- 1994-Campeão da Spring Cup[21]
- 1992- 6º lugar nos Jogos Olímpicos de Verão (Barcelona,  Espanha)[3]
- 1993- 9º lugar no Campeonato Europeu de Voleibol Masculino (Turku & Oulu,  Finlândia)[3]
- 1995- 7º lugar na Liga Mundial de Voleibol (Rio de Janeiro,  Brasil)[3]
- 1996- 10º lugar na Liga Mundial de Voleibol (Roterdã,  Países Baixos)[3]
- 1997- 7º lugar na Liga Mundial de Voleibol (Moscou , Rússia)[3]
- 1998- 5º lugar na Liga Mundial de Voleibol (Milão,  Itália)[3]
- 1998- 8º lugarno Campeonato Mundial de Voleibol Masculino (Tóquio,  Japão)[3]
- 1999- 5º lugar na Liga Mundial de Voleibol (Mar del Plata,  Itália)[3]
- 1999- 6º lugarna Copa do Mundo de Voleibol Masculino (Tóquio,  Japão)[3]
- 2000- 9º lugarnos Jogos Olímpicos de Verão (Sydnei,  Austrália)[3]
- 2000- 11º lugar na Liga Mundial de Voleibol (Roterdã,  Países Baixos)[3]
- 2001- 9º lugar na Liga Mundial de Voleibol (Katowice,  Polónia)[3]
- 2002- 5º lugar na Liga Mundial de Voleibol (Belo Horizonte & Recife,  Brasil)[3]
- 2002- 13º lugar no Campeonato Mundial de Voleibol Masculino (Tóquio,  Japão)[3]
- 2003- 5º lugar na Liga Mundial de Voleibol (Madri,  Brasil)[3]
- 2003- 8º lugar  no Campeonato Europeu de Voleibol Masculino (Berlim,  Alemanha)[13]
- 2004- 7º lugar  na Liga Mundial de Voleibol (Roma,  Itália)[3]
- 2005- 4º lugar  no Campeonato Europeu de Voleibol Masculino (Belgrado,  Sérvia)[2]
- 2007- 5º lugar na Copa do Mundo de Voleibol Masculino (Tóquio,  Japão)[2]

## Premiações individuais
- Maior Pontuador da Copa do Mundo de 1999
- MVP (Most Valuable Player)- Melhor Jogador do Campeonato Mundial de 1998
- Maior Pontuador do Campeonato Mundial de 1998
- 1999- Medalha de Ouro Real de Honra ao Mérito Esportivo[22]
- 1997-98- Medalha de Prata Real de Honra ao Mérito Esportivo[22]
- 1997-98- Maior Pontuador do Liga A1 Italiana[18]
- 1997-98- Melhor Jogador Estrangeiro do Liga A1 Italiana[18]
- 1997- Melhor Jogado da Recopa[22]
- 1996- Melhor Jogador da Copa de Itália[22]
- 1996-97- Maior Pontuador do Liga A1 Italiana[18]
- 1996-97- Melhor Jogador Estrangeiro do Liga A1 Italiana[18]
- 1995-96- Melhor Jogador Estrangeiro do Liga A1 Italiana[18]
- 1995-96- Maior Pontuador do Liga A1 Italiana[18]
- 1994-95- Maior Pontuador do Liga A1 Italiana[18]
- 1993-94- Maior Pontuador do Liga A2 Italiana[18]
- 1993-94- Melhor Jogador Estrangeiro do Liga A2 Italiana[18]
- 1992- Diploma Olímpico na Olimpíada de Barcelona[23]
- Prêmio do Bom Esporte da FAD (Federação de Ajuda contra a Drogadição)[22]
- Indicado ao Prêmio de Melhor Jogador do Século XX - FIVB[23].